# Maison d'assistance maternelle
 (octobre 2014).
Si vous disposez d'ouvrages ou d'articles de référence ou si vous connaissez des sites web de qualité traitant du thème abordé ici, merci de compléter l'article en donnant les références utiles à sa vérifiabilité et en les liant à la section « Notes et références ».
 (mai 2025).
En France, une Maison d'Assistante Maternelle (MAM) est un mode d'accueil s’insérant dans le cadre d'une politique de diversification des modes d'accueil de la petite enfance, prévu par la loi 2010-625 du 9/6/2010 Il permet à quatre ou 6 assistantes maternelles simultanément présentes, de travailler ensemble dans un local qui n'est pas leur domicile. L'assistante maternelle reste la salariée des parents qui continuent à bénéficier de la PAJE et du crédit d’impôt. Un guide ministériel a été écrit en 2016. Aujourd'hui les maisons d'assistantes maternelles sont en développement réguliers ils peuvent être créés en association et adhérées à l'ufnafaam ou à d'autres associations nationales.